# Doriano
Doriano  è un nome proprio di persona italiano maschile.

## Varianti
- Femminili: Doriana

### Varianti in altre lingue
- Croato: Dorijan[1]
- Francese: Dorian[1]
  - Femminili: Doriane[1]
- Inglese: Dorian[1]
  - Femminili: Doria[1]
- Polacco: Dorian
- Ungherese: Dorián

## Origine e diffusione
È la forma italiana di Dorian, nome usato per la prima volta da Oscar Wilde nel suo romanzo del 1891 Il ritratto di Dorian Gray; Wilde probabilmente lo coniò basandosi sul nome della tribù greca dei Dori, Dorians in inglese, e significa quindi "dei Dori", "appartenente ai Dori".
I Dori prendono il nome dal personaggio leggendario di Doro, il cui nome deriva forse da doron, "dono". Su Doro si basa anche il nome Doris.

## Onomastico
Il nome è adespota, non avendo santi che gli corrispondano. L'onomastico può essere festeggiato il 1º novembre, per la festa di Ognissanti.

## Persone
- Doriano Bindi, pugile, giocatore di baseball e allenatore di baseball sammarinese
- Doriano Carlotti, calciatore italiano
- Doriano Crespan, calciatore italiano
- Doriano Pozzato, calciatore italiano
- Doriano Romboni, pilota motociclistico italiano
- Doriano Tosi, dirigente sportivo italiano

### Variante Dorian
- Dorian Bylykbashi, calciatore albanese
- Dorian Dervite, calciatore francese
- Dorian M. Goldfeld, matematico statunitense
- Dorian Gregory, attore statunitense
- Dorian Harewood, attore e doppiatore statunitense
- Dorian Lough, attore britannico
- Dorian Mortelette, canottiere francese
- Dorian Scott, atleta giamaicano
- Dorian Ștefan, calciatore rumeno
- Dorian West, rugbista a 15 e allenatore di rugby britannico
- Dorian Wilson, direttore d'orchestra statunitense
- Dorian Yates, culturista britannico

## Il nome nelle arti
- Doriana è la protagonista femminile del film del 1948 Totò al giro d'Italia, diretto da Mario Mattoli.
- Dorian Gray è il protagonista del romanzo di Oscar Wilde Il ritratto di Dorian Gray, e di tutte le opere da esso derivate.
- Dorian Tyrell è il principale antagonista del film del 1994 The Mask, diretto da Chuck Russell.